# Office Chérifien des Phosphates
OCP (früher: Office Chérifien des Phosphates, arabisch المكتب الشريف للفوسفاط, DMG al-Maktab aš-šarīf lil-fūsfāṭ) ist ein großes Unternehmen der Phosphatindustrie in Marokko. Das OCP mit Sitz in Casablanca baut umfangreiche, auf 85 Millionen Tonnen geschätzte, Phosphatvorkommen ab und stellt Phosphatprodukte her. Es ist der größte Anbieter von Phosphaten auf dem Weltmarkt.

## Unternehmensgeschichte
Eigentümer des bereits 1920 gegründeten Unternehmens ist der marokkanische Staat. Nach der Unabhängigkeit Marokkos hatte zunächst über mehr als 25 Jahre Mohammed Karim Lamrani diese Funktion inne. Zeitweise war er gleichzeitig auch marokkanischer Ministerpräsident. In den 1960er Jahren war der Bergbauingenieur und politische Oppositionelle Abraham Serfaty in der Direktion des Unternehmens tätig. Lamranis Nachfolger wurde 1989 Mohammed Fettah, der das Amt 1994 an Scherif abgab. Es folgte 1999 Mohammed Berrada und dann der spätere Ministerpräsident Driss Jettou, von dem Scherif das Amt wieder übernahm. Die Leitung des Unternehmens obliegt einem Generaldirektor, derzeit (2006) Mourad Scherif.